# Landås kirke
 (mars 2021).
 L'église de Landås est une église en éventail consacrée en 1966 à Bergen dans le comté de Vestland.
Le bâtiment est en béton et compte 600 places.
Elle est l'église de la paroisse de Landås, dans l'archiparoisse (domprosti) de Bergen au sein du diocèse de Bjørgvin de l'Église de Norvège.

## Histoire
La paroisse de Landås est issue de la fission de la paroisse de Fridalen en 1959. Il a alors fallu construire une nouvelle église. Un concours d'architecture fut organisé, et Ola Kielland-Lund le remporta. La direction de la construction et de l'immobilier de l'État suggéra cependant d'inverser l'église par rapport aux dessins de Lund. Ce conseil fut suivi. La construction a commencé en 1964 et l'église fut consacrée le 27 novembre 1966.

## Architecture
L'église est construite en béton avec un rez-de-chaussée en rayons autour du chœur et de l'autel. La sacristie, des bureaux et une salle paroissiale se trouvent aussi au rez-de-chaussée. Le sous-sol accueille un vestiaire, des toilettes et un abri anti-aérien.

## Intérieur
La chaire est en béton et le pupitre en acier. Les fonts baptismaux sont en béton et surmontés d'une cuvette en argent. L'autel est constitué d'un planche en bois stratifiée soutenue par deux piliers en béton, et a un crucifix en bois sculpté par Olav Espevoll. L'orgue de 20 tuyaux est placé dans la galerie à l'est, et a été construit par l'usine norvégienne d'orgues et harmoniums.

## Littérature
- Einar Dahle og Jiri Havran, Kirker i Norge, bind 6: Modernismen. 1900-tallet, Oslo, ARFO (ISBN 978-82-91399-12-6), p. 180–185
- Ellen Marie Magerøy et Hans Emil Lidén: Landås kirke  dans Norges kirker.
- Alf Henry Rasmussen, Våre kirker. Norsk kirkeleksikon, Kirkenær, Vanebo forlag (ISBN 82-75-27022-7, lire en ligne), « Landås kirke », p. 405